# Csertő
Csertő est un village et une commune du comitat de Baranya en Hongrie.